# Lithobates tarahumarae
Lithobates tarahumarae är en groddjursart som först beskrevs av George Albert Boulenger 1917.  Lithobates tarahumarae ingår i släktet Lithobates och familjen egentliga grodor. IUCN kategoriserar arten globalt som sårbar. Inga underarter finns listade i Catalogue of Life.